# Al-Qadsiah FC
Al-Qadsiah Football Club (arabisk: نادي القادسية لكرة القدم) er en saudiarabisk fodboldklub fra Khobar. Klubben spiller på nuværende tidspunkt i Saudi Pro League, den bedste række i Saudi-Arabien.

## Kendte spillere
- Koen Casteels
- Nacho Fernández
- Pierre-Emerick Aubameyang